# Mihaela Koletnik
Mihaela Koletnik (roj. Bregant), slovenska jezikoslovka, dialektologinja. * 1967.
Njen brat je raziskovalec in univerzitetni profesor Janez Bregant.
Leta 1991 je končala prvo stopnjo na Univerzi v Mariboru. Za študijske uspehe in aktivnosti je prejela tudi zlati znak univerze. Leta 1995 je magistrirala na Univerzi v Ljubljani. Leta 1999 je doktorirala na Filozofski fakulteti Univerze v Ljubljani. Tema njenega doktorskega dela je bila slovenskogoriško narečje.
Trenutno je redna profesorica za slovenščino na Filozofski fakulteti Univerze v Mariboru. Poučuje diahronijo slovenskega jezika in dialektologijo.
Raziskuje severovzhodna slovenska narečja (na Štajerskem, Slovenskih goricah, Prlekiji, Halozah, Prekmurju in Porabju) ter njihovo terminologijo, frazeologije. Tudi se posveča pojavom vnašanja tujih jezikovnih prvin v narečja v obmejnih okolicah ter novi vlogi narečij v globalizaciji, posebno njihovi uporabi v medijih in kulturi. 
Napisala je več kot sto znanstvenih razprav in člankov ter je avtorica treh znanstvenih monografij.
Sodeluje v več projektih in programskih skupinah ter vodi tudi nekaj mednarodnih osnutkov. Kot gostujoča profesorica je predavala v Avstriji, Italiji, Litvi, Poljskem, Madžarskem in Hrvaškem.
Med 2002 in 2007 je bila predstojnica Oddelka za slovanske jezike in književnosti. Med 2013 in 2015 je bila prorektorica Univerze v Mariboru za študijsko dejavnost.

## Dela
- Slovenskogoriško narečje, 2001. ISBN 961-6320-04-1 (COBISS)
- Panonsko lončarsko in kmetijsko izrazje ter druge dialektološke razprave, 2008. ISBN 978-961-6656-28-3 (COBISS)
- Medjezikovni stiki v besedju iz pomenskega polja kmetija v slovenskogoriškem narečju, 2015. ISBN 978-961-6930-31-4 (COBISS)

### V soavtorstvu
- Non-standard Features of the Slovene Language in Slovene Popular Culture, 2018. (skupaj z Alenko Valh Lopert) ISBN 978-961-286-207-7 (COBISS)